# Campillos
Campillos è un comune spagnolo di 7 707 abitanti situato nella provincia di Malaga, nella comunità autonoma dell'Andalusia.

## Geografia fisica
Nella parte meridionale del comune si trova il lago del Guadalteba-Guadalhorce, costruito in corrispondenza della confluenza del Guadalteba nel Guadalhorce.